# Ol'ga Anisimova
Ol'ga Viktorovna Anisimova (in russo Ольга Викторовна Анисимова?; Chanty-Mansijsk, 29 gennaio 1972) è un'ex biatleta russa.

## Biografia
In Coppa del Mondo ottenne il primo risultato di rilievo il 9 dicembre 1993 a Bad Gastein (83ª) e la prima vittoria, nonché primo podio, il 10 dicembre 2006 a Hochfilzen.
In carriera prese parte a due edizioni dei Campionati mondiali (7º nella staffetta ad Anterselva 2007 il miglior piazzamento).

## Palmarès

### Coppa del Mondo
- Miglior piazzamento in classifica generale: 21ª nel 2007
- 5 podi (1 individuale, 4 a squadre[1]):
  - 2 vittorie (a squadre)
  - 2 secondi posti (1 individuale, 1 a squadre)
  - 1 terzo posto (a squadre)

#### Coppa del Mondo - vittorie
| Data             | Località   | Nazione  | Spec.                                                           |
| ---------------- | ---------- | -------- | --------------------------------------------------------------- |
| 10 dicembre 2006 | Hochfilzen | Austria  | RL (con Anna Bogalij-Titovec, Irina Mal'gina e Natal'ja Guseva) |
| 10 gennaio 2007  | Ruhpolding | Germania | RL (con Anna Bogalij-Titovec, Irina Mal'gina e Natal'ja Guseva) |

Legenda:

RL = staffetta